# 밀양 예림서원
밀양 예림서원(密陽 禮林書院)은 점필재 김종직을 배향하기 위하여 1567년(명종 22년) 이도우(李度祐)가 창건한 서원이다. 대한민국 경상남도 밀양시 부북면 후사포리에 위치하고 있다.
1974년 2월 16일 경상남도의 유형문화재 제79호 예림서원으로 지정되었다가, 2018년 12월 20일 현재의 명칭으로 변경되었다.

## 개요
1567년(명종 22년) 이도우(李度祐)가 김종직을 배향하려고 설립하였으며, 설립 당시에는 덕성서원이라 이름붙였다.
뒤에 이황이 김종직을 추앙하여 이름을 점필서원으로 바꾸고 친필의 편액을 걸었으나 임진왜란으로 퇴락되어 1606년(선조 39년) 위판을 봉안하고 서원을 중수하였다. 1635년(인조 13년) 지금의 상남면 예림리로 이건하였고 1637년 사림의 공의로 예림서원으로 이름을 바꾸고 박한주(朴漢柱)와 신계성(申季誠)을 추가로 배향하였다.

## 같이 보기
- 김종직